# الحرب الأمريكية في ساحل البحر المتوسط
الحرب الأمريكية في ساحل البحر المتوسط أو حرب البربر (بالإنجليزية: Barbary Wars)‏، كانت الحرب مشتعلة بين الولايات المتحدة الأمريكية والسويد والدولة العثمانية في ساحل البحر المتوسط التي يعرف حينها ساحل البربر، وأستمر الحرب لمدة 16 عاماً من عام 1801 إلى عام 1815م حين وقعت الولايات المتحدة الأمريكية معاهدة لدفع ضريبة لتجول أساطيلها في البحر المتوسط للدولة العثمانية. كانت السويد في حالة حرب مع الطرابلسيين العثمانيين منذ عام 1800 وانضمت إليها الولايات المتحدة المستقلة حديثًا. من أشهر الأحداث في الحرب، سقوط السفينة الحربية الشهيرة فيلادلفيا في الأسر من قبل البحّارة العثمانيين واحتلال درنة الليبية من قبل الجيش الأمريكي.

## حرب طرابلس (1801–1805)

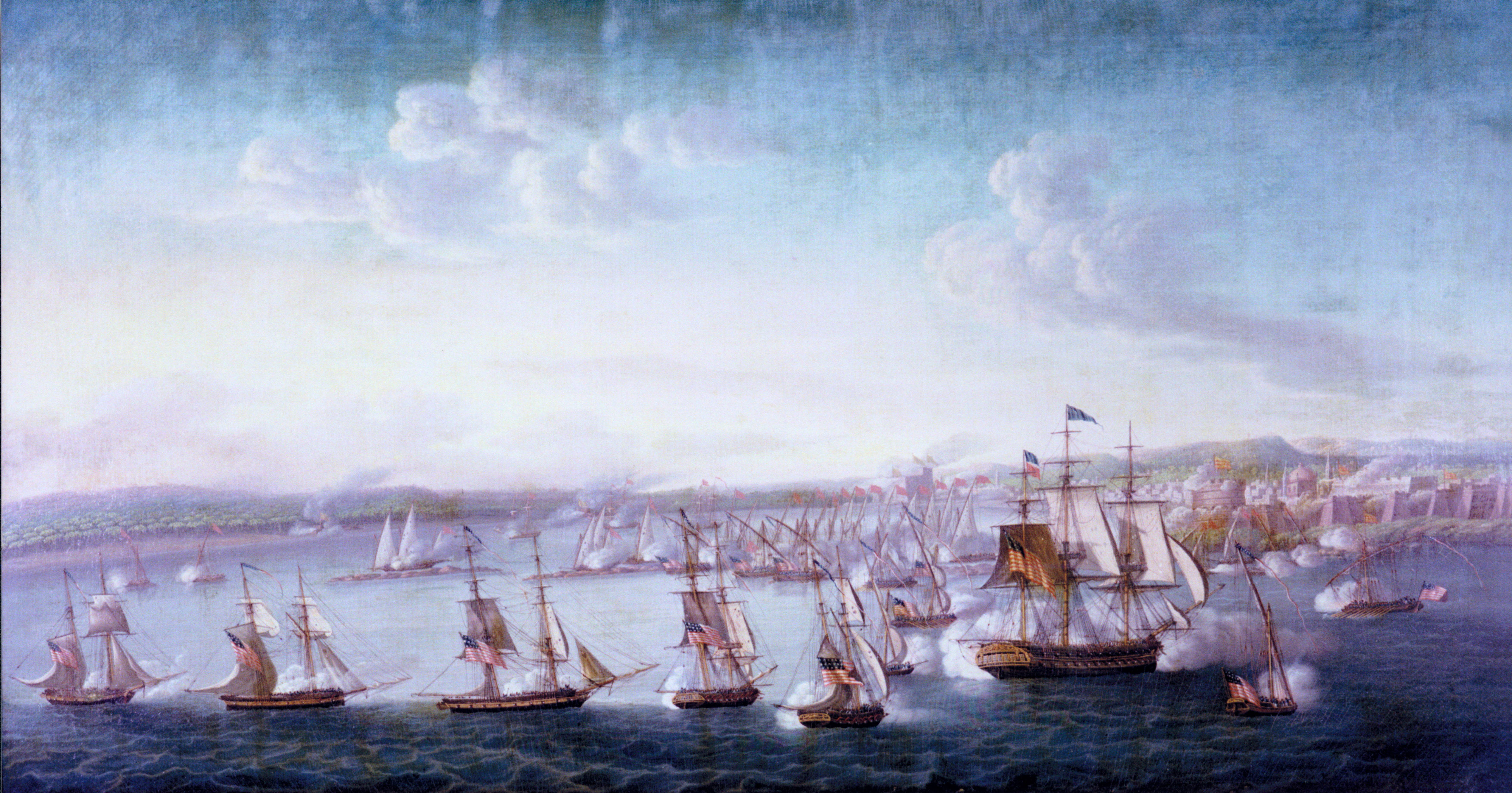
لوحة تصور قصف طرابلس في 3 أغسطس 1804

كانت الحرب البربرية الأولى (1801-1805)، والمعروفة أيضًا باسم حرب طرابلس أو حرب الساحل البربري، أول حربين خاضتا بين تحالف الولايات المتحدة والعديد من الدول الأوروبية ضد دول شمال غرب إفريقيا المسلمة المعروفة مجتمعة بالدول البربرية. كانت إيالة طرابلس و إيالة الجزائر، وهما كيانان شبه مستقلان يتبعان اسمياً إلى الخلافة العثمانية، و(باختصار) سلطنة المغرب المستقلة. بدأت هذه الحرب في عهد توماس جيفرسون عندما رفض دفع الجزية، وهو مبلغ زاد بشكل كبير عندما أصبح رئيسًا.  تم إرسال أسطول بحري أمريكي في 13 مايو 1801 في بداية الحرب تحت قيادة العميد البحري ريتشارد ديل. ومن بين الضباط البارزين الآخرين في الأسطول ستيفن ديكاتور، المكلف بالفرقاطة يو إس إس إسيكس وويليام بينبريدج في قيادة إسيكس والتي كانت مرتبطة بسرب العميد البحري ريتشارد ديل والذي شمل أيضًا فيلادلفيا ورئيس مشروع.
خلال هذه الحرب، كانت السفينة «فيلادلفيا» تحاصر ميناء طرابلس عندما جنحت على شعاب مرجانية مجهولة. تحت نيران بطاريات الشاطئ وزوارق طرابلس، حاول القبطان، ويليام بينبريدج، إعادة تعويمها من خلال التخلص من جميع بنادقها والأشياء الأخرى التي أثقلتها. تم الاستيلاء على السفينة في النهاية وأخذ الطاقم أسرى ووضعوا في العبودية. لمنع استخدام هذه السفينة الحربية القوية من قبل البربريين، تم تدمير السفينة لاحقًا من قبل مجموعة مداهمة بقيادة ستيفن ديكاتور.

## الحرب الأمريكية على إيالة الجزائر (1815)
كانت الحرب البربرية الثانية (1815)، والمعروفة أيضًا باسم حرب الجزائر أو الحرب الجزائرية، هي الحرب الثانية التي دارت بين الولايات المتحدة ومقاطعات طرابلس في شمال إفريقيا، تونس والجزائر، المعروفين مجتمعين بالدولتين البربريتين. انتهت الحرب بين الدول البربرية والولايات المتحدة عام 1815؛ تم إنهاء النزاع الدولي فعليًا في العام التالي من قبل المملكة المتحدة وهولندا. في غضون عقود، بنت القوى الأوروبية سفنًا أكثر تطوراً وتكلفة من أي وقت مضى، والتي لم يستطع البربريون منافستها في العدد أو التكنولوجيا.